# Байталюк Ольга Олексіївна
Ольга Олексіївна Байталюк (до шлюбу Колкова; 29 травня 1955, смт Шуміліно, Вітебська область, Білоруська РСР, СРСР) — радянська гребчиня, виступала за збірну СРСР з академічного веслування в середині 1970-х. Срібна призерка літніх Олімпійських ігор у Монреалі, багаторазова чемпіонка республіканських та всесоюзних регат. На змаганнях представляла спортивне товариство "Динамо", майстер спорту міжнародного класу. Тренерка.

## Життєпис
Народилася 29 травня 1955 у міському селищі Шуміліно, Вітебська область. Навчалася у місцевій середній загальноосвітній школі №1. Активно займатися академічним веслуванням почала у ранньому дитинстві, полягала у київському добровільному спортивному товаристві «Динамо».
Першого серйозного успіху досягла в 1975, ставши чемпіонкою СРСР у распашних вісімках з кермовою. Через рік повторила це досягнення, завдяки низці вдалих виступів потрапила в основний склад радянської національної збірної і удостоїлася права захищати честь країни на літніх Олімпійських іграх у Монреалі — у складі распашного восьмимісного екіпажу, куди також увійшли гребчихи Ольга Гузенко, Надія Рощина Талалаєва, Олена Зубко, Неллі Тараканова, Надія Семішева та рульова Ольга Пуговська, здобула медаль срібної гідності, поступившись у фіналі лише команді з НДР.
Має дві вищі освіти, закінчила Київський державний інститут фізичної культури та у 1981 Київський інститут народного господарства ім. Д. З. Коротченко (нині Київський національний економічний університет імені Вадима Гетьмана ), де навчалася на факультеті інформаційних систем та технологій.
Після завершення кар'єри спортсменка працювала тренеркою-викладачкою. За видатні спортивні досягнення удостоєна почесного звання «Майстер спорту СРСР міжнародного класу». В даний час разом із сім'єю проживає в Києві .